# Cotinusa
Cotinusa es un género de arañas araneomorfas de la familia Salticidae. Se encuentra en América Latina y el sur de Asia.

## Lista de especies
Según The World Spider Catalog 12.5:::
- Cotinusa adelae Mello-Leitão, 1944
- Cotinusa albescens Mello-Leitão, 1945
- Cotinusa bisetosa Simon, 1900
- Cotinusa bryantae Chickering, 1946
- Cotinusa cancellata (Mello-Leitão, 1943)
- Cotinusa deserta (Peckham & Peckham, 1894)
- Cotinusa dimidiata Simon, 1900
- Cotinusa distincta (Peckham & Peckham, 1888)
- Cotinusa fenestrata (Taczanowski, 1878)
- Cotinusa furcifera (Schenkel, 1953)
- Cotinusa gemmea (Peckham & Peckham, 1894)
- Cotinusa gertschi (Mello-Leitão, 1947)
- Cotinusa horatia (Peckham & Peckham, 1894)
- Cotinusa irregularis (Mello-Leitão, 1945)
- Cotinusa leucoprocta (Mello-Leitão, 1947)
- Cotinusa magna (Peckham & Peckham, 1894)
- Cotinusa mathematica (Mello-Leitão, 1917)
- Cotinusa melanura Mello-Leitão, 1939
- Cotinusa puella Simon, 1900
- Cotinusa pulchra Mello-Leitão, 1917
- Cotinusa rosascostai Mello-Leitão, 1944
- Cotinusa rubriceps (Mello-Leitão, 1947)
- Cotinusa septempunctata Simon, 1900
- Cotinusa simoni Chickering, 1946
- Cotinusa soesilae Makhan, 2009
- Cotinusa splendida (Dyal, 1935)
- Cotinusa stolzmanni (Taczanowski, 1878)
- Cotinusa trifasciata (Mello-Leitão, 1943)
- Cotinusa trimaculata Mello-Leitão, 1922
- Cotinusa vittata Simon, 1900